# Deux-Montagnes (municipio regional de condado)
Deux-Montagnes (AFI: [døm ɔ̃taɳ], en español Dos Montañas) es un municipio regional de condado (MRC) de la provincia de Quebec en Canadá. Está ubicado en la región de Laurentides. La sede y ciudad más grande del MRC es Saint-Eustache.

## Geografía

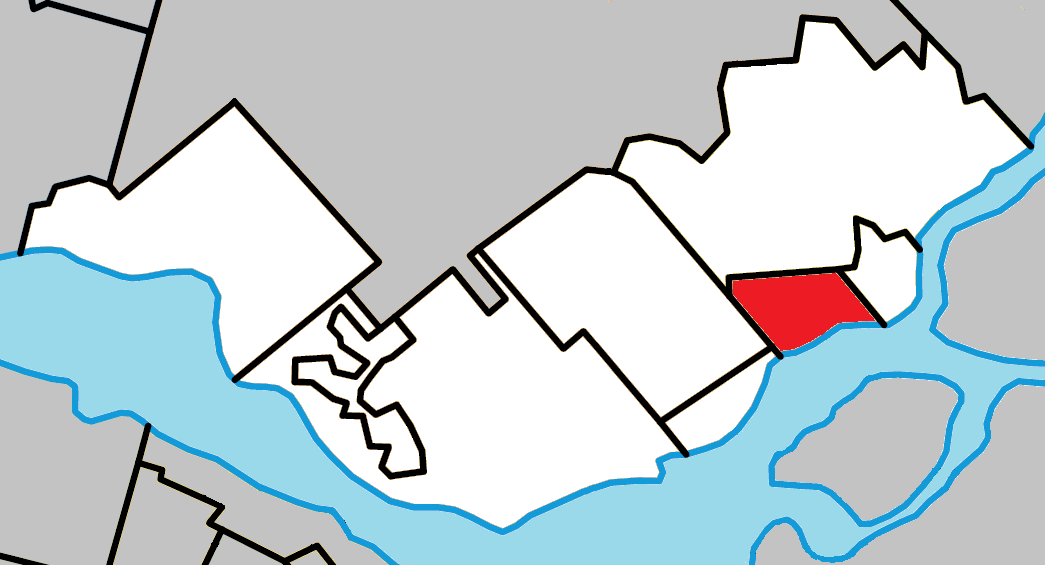
Localización del MRC de Deux-Montagnes, en rojo Sainte-Marthe-sur-le-Lac.

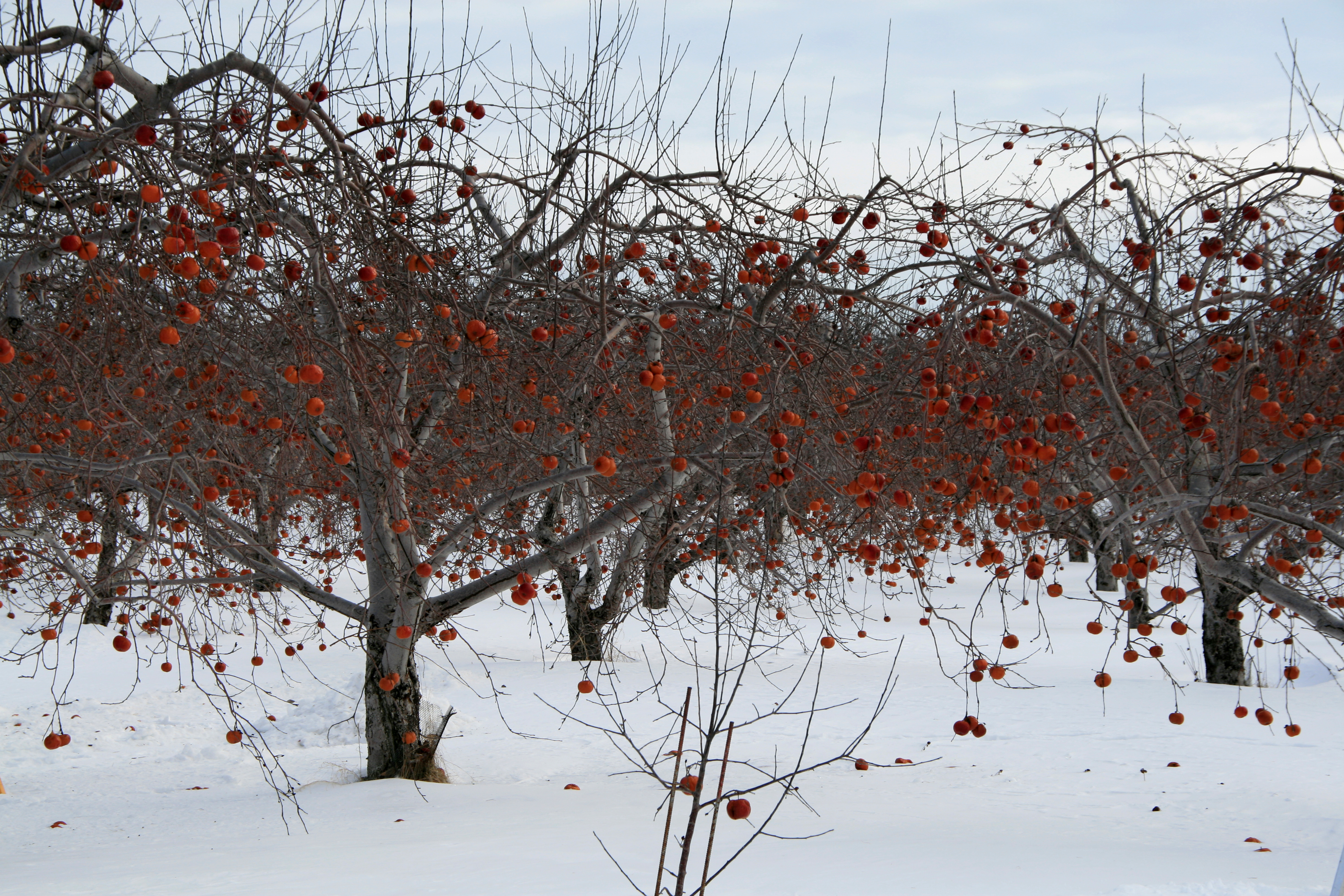
Vergel de manzanos para sidra de hielo en Saint-Joseph-du-Lac.

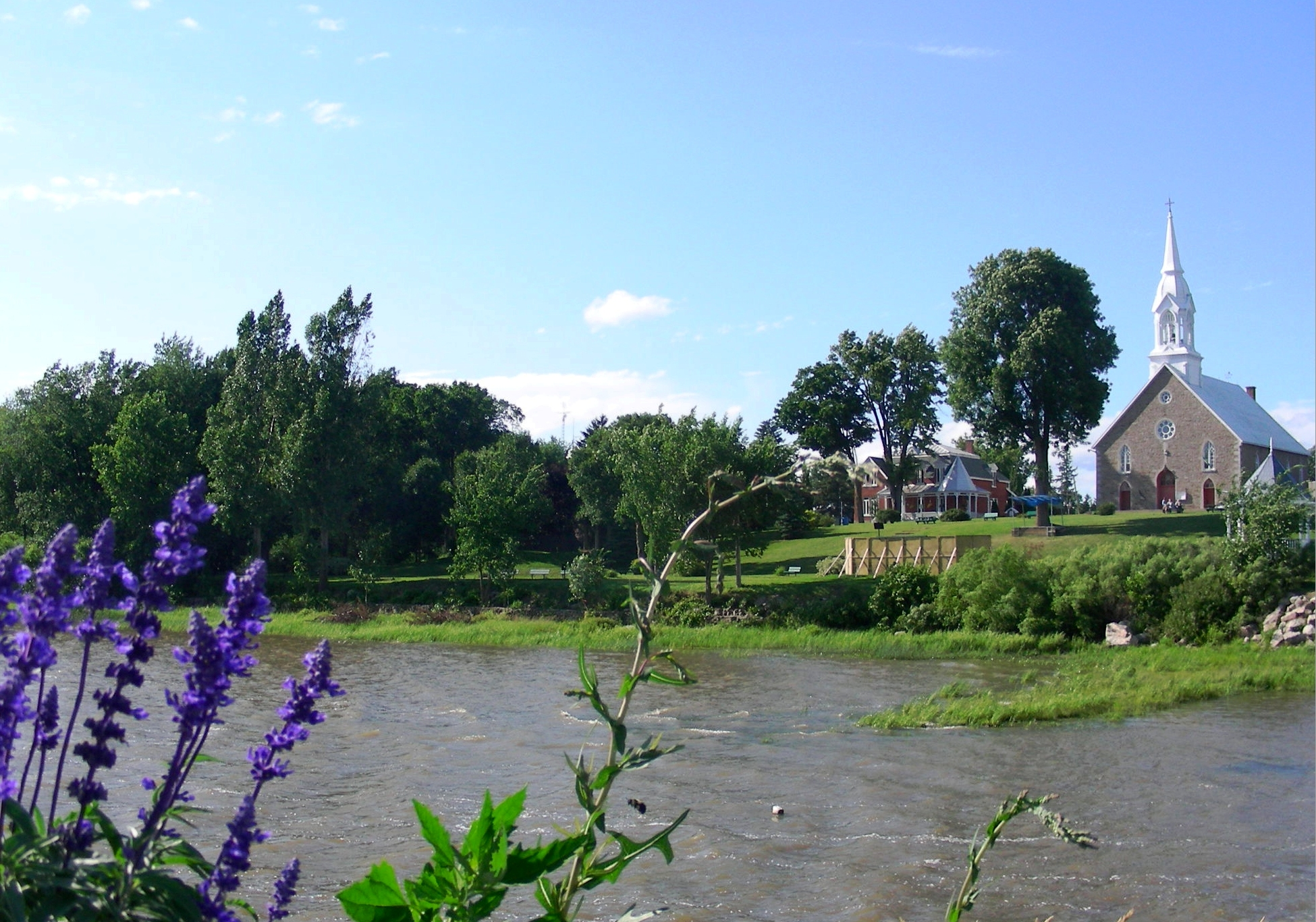
Saint-Placide.

Deux-Montagnes está por el río Ottawa, el lago de las Dos Montañas y la rivière des Mille Îles (rio de las Mil Islas) entre el MRC de Argenteuil al oeste, la ciudad de Mirabel y el MRC de Thérèse-De Blainville al nordeste. En otra orilla del lago se encuentran el MRC de Vaudreuil-Soulanges en la región del Vallée-du-Haut-Saint-Laurent así como la aglomeración de Montreal aunque la ciudad de Laval está en otra orilla de la rivière des Mille Îles. Está localizado en la planicie de San Lorenzo. Las colinas de Oka están el MRC; sin embargo forman parte de las colinas de Montérégie.

## Historia

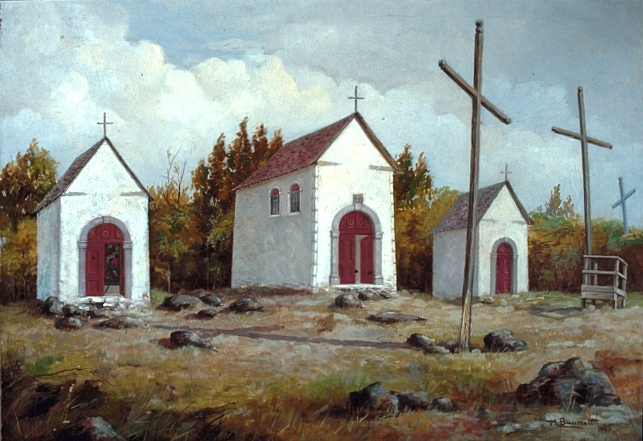
Le Calvaire en Oka

En Nueva Francia, los señoríos de la Pointe-au-Chêne y del lago de Deux-Montagnes fueron creados. El MRC de Deux-Montagnes fue creado en enero de 1983 para suceder al antiguo condado de mismo nombre.

## Política
El MRC hace parte de la circunscripción electoral de Deux-Montagnes y de Mirabel a nivel provincial y de Argenteuil-Mirabel y Rivière-des-Mille-Îles a nivel federal también.

## Población
Según el censo de Canadá de 2011, había 95 670 personas residiendo en este MRC con una densidad de población de 393,1 hab./km². El aumento de población fue de 9,6 % entre 2006 y 2011.

## Comunidades locales
Hay 7 municipios en el territorio de Deux-Montagnes además de la comunidad mohawk de Kanesatake.
| Código | Nombre                   | Tipo               | Fecha de constitución | Sup. total (km²) | Sup. agua (km²) | Sup. tierra (km²) | Población 2015 | Gentilicio (en francés) | Densidad (hab./km²) | DT  | Número de concejales | CM  | CEP                     | CEF                                                 |
| ------ | ------------------------ | ------------------ | --------------------- | ---------------- | --------------- | ----------------- | -------------- | ----------------------- | ------------------- | --- | -------------------- | --- | ----------------------- | --------------------------------------------------- |
| 72005  | Saint-Eustache           | Ciudad             | 15.01.1972            | 72,44            | 2,05            | 70,39             | 44 758         | Eustachois, e*          | 635,9               | D   | 10                   | CMM | Deux-Montagnes          | Rivière-des-Mille-Îles                              |
| 72010  | Deux-Montagnes           | Ciudad             | 18.08.1921            | 7,25             | 1,10            | 6,15              | 17 706         | Deux-Montagnais, e*     | 2906,2              | D   | 6                    | CMM | Deux-Montagnes          | Rivière-des-Mille-Îles                              |
| 72015  | Sainte-Marthe-sur-le-Lac | Ciudad             | 01.01.1960            | 12,82            | 4,20            | 8,62              | 17 545         | Marthelacquois, e*      | 2035,4              | D   | 6                    | CMM | Mirabel                 | Rivière-des-Mille-Îles                              |
| 72020  | Pointe-Calumet           | Municipio          | 12.02.1953            | 11,61            | 7,07            | 4,54              | 6601           | Calumet-Pointois, oise⁰ | 1454,0              | D   | 6                    | CMM | Mirabel                 | Argenteuil-Papineau-Mirabel                         |
| 72025  | Saint-Joseph-du-Lac      | Municipio          | 01.07.1855            | 41,75            | 0,36            | 41,39             | 6595           | Joséphois, e⁰           | 159,3               | D   | 6                    | CMM | Mirabel                 | Argenteuil-Papineau-Mirabel                         |
| 72032  | Oka                      | Municipio          | 08.09.1999            | 96,58            | 27,51           | 69,07             | 5455           | Okois, e*               | 79,0                | D   | 6                    | -   | Mirabel                 | Argenteuil-Papineau-Mirabel                         |
| 72043  | Saint-Placide            | Municipio          | 03.08.1994            | 61,97            | 19,50           | 42,47             | 1693           | Placidien, ne*          | 39,9                | D   | 6                    | -   | Mirabel                 | Argenteuil-Papineau-Mirabel                         |
| 72802  | Kanesatake               | Asentamiento indio | .                     | .                | .               | 0,09              | 1362           | .                       | .                   | .   | .                    | -   | Mirabel                 | Argenteuil-Papineau-Mirabel                         |
| 720    | Deux-Montagnes(a)        | MRC                | 01.01.1983            | 304,42           | 61,79           | 242,63            | 100 520        | .                       | 414,3               | ... | ...                  | ... | Deux-Montagnes, Mirabel | Argenteuil-Papineau-Mirabel, Rivière-des-Mille-Îles |

(a) Excluyendo Kanesatake.  DT división territorial, D distritos, S sin división; CM Comunidad metropolitana, CMM Comunidad metropolitana de Montreal; CEP circunscripción electoral provincial, CEF circunscripción electoral federal; * Oficial, ⁰ No oficial